# Carnethy Hill
Der Carnethy Hill ist mit einer Höhe von 573 m die zweithöchste Erhebung der Pentland Hills. Er liegt im Westen der schottischen Council Area Midlothian an der Ostflanke der rund 25 km langen Hügelkette. Die Kleinstadt Penicuik befindet sich rund fünf Kilometer östlich. Die Nachbarhügel sind der sechs Meter höhere Scald Law im Südwesten sowie der Turnhouse Hill im Nordosten.

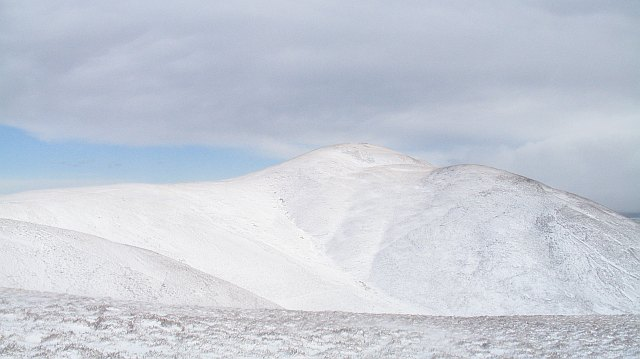
Schneebedeckter Carnethy Hill
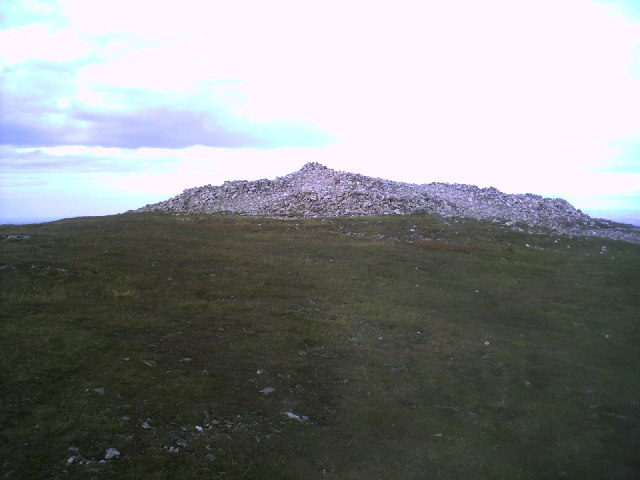
Bronzezeitliches Bauwerk auf der Kuppe
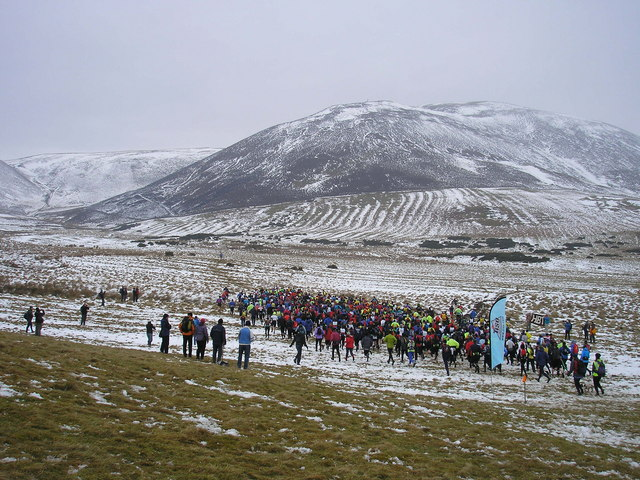
Teilnehmer am Carnethy Hill Race

## Archäologische Funde
Auf der Kuppe von Carnethy Hill befindet sich ein möglicherweise bronzezeitlicher Cairn. Die Anlage durchmisst rund 21 m bei einer Höhe von 1,9 m. Obschon der Cairn gestört wurde, scheint der Kern noch unberührt zu sein. Die Anlage ist als Scheduled Monument klassifiziert. An der Nordostflanke, auf etwa 450 Höhenmetern wurde zu Beginn der 1990er Jahre eine bronzezeitliche Axt gefunden. Sie wurde in die Sammlung des National Museums of Scotland übergeben.

## Carnethy Hill Race
Seit 1971 findet jährlich das Carnethy Hill Race statt. Die Route der Laufveranstaltung führt über fünf Hügel, South Black Hill, Scald Law, East Kip, West Kip und den Carnethy Hill. Insgesamt werden über 2500 Höhenmeter überwunden. Die Anzahl der Starterplätze ist begrenzt.

## Umgebung
Entlang der Nordwestflanke verläuft der Logan Burn. Zwischen Scald Law und Carnethy Hill ist dieser zum Loganlea Reservoir aufgestaut. Der 1851 aufgestaute Stausee diente, ebenso wie das flussabwärts gelegene Glencorse Reservoir, der Trinkwasserversorgung von Edinburgh. Entlang der Südwestflanke verläuft die Fernstraße A702 (Edinburgh–St John’s Town of Dalry).
An den Hängen des Carnethy Hill finden sich Spuren früherer Besiedlung. So finden sich an verschiedenen Orten Gebäudereste, bei denen es sich um Bauernhöfe beziehungsweise Wohnhäuser von Schäfern handeln dürfte.